# Altea la Vella
Altea la Vella is een dorp in de Spaanse gemeente Altea in de provincie Alicante op zo'n 3 kilometer ten noorden van de stad Altea aan de voet van de Sierra de Bernia. Het dorp heeft 544 inwoners (telling 2007). Het oudste deel van het dorp is gebouwd op een heuvel. In het midden staat de kerk Parroquia de Santa Ana.